# Hans Wagenführ
Hans Wagenführ (* 2. September 1886 in Helmstedt; † 21. Juni 1944 in Frankreich) war von 1933 bis 1937 Oberbürgermeister in Düsseldorf.

## Leben
Wagenführ studierte Rechtswissenschaft an der Friedrich-Schiller-Universität Jena, wo er sich 1906 dem Corps Thuringia anschloss. 1909 legte er das Referendarexamen ab. Er beendete das Studium an der Ludwig-Maximilians-Universität München und promovierte zum Dr. iur. Nach der Assessorprüfung zog er 1914 in den Ersten Weltkrieg.
In der Zwischenkriegszeit war er zunächst Hilfsrichter in Magdeburg. 1920 kam er nach Düsseldorf, hier zunächst als Syndikus tätig. 1923 wechselte er in den Reichsfinanzdienst. Bereits am 1. Oktober 1931 trat er der NSDAP bei.
Er wurde am 13. April 1933 zum kommissarischen Oberbürgermeister von Düsseldorf ernannt und löste Robert Lehr ab. Am 14. August 1933 wurde er zum Oberbürgermeister gewählt. 1937 verlor er das Amt aufgrund seiner Verwicklung in einen Finanzskandal (Esch-Skandal) innerhalb der Düsseldorfer Stadtverwaltung. Der Oberpräsident der Rheinprovinz hielt ihn für einen Mann, „dessen Intelligenz und Qualifikation in umgekehrtem Verhältnis zu den Aufgaben standen, die ein OB der Stadt Düsseldorf zu bewältigen hatte“.
Wagenführ fiel 1944 im Zweiten Weltkrieg an der Deutschen Westfront.